# Siandeba

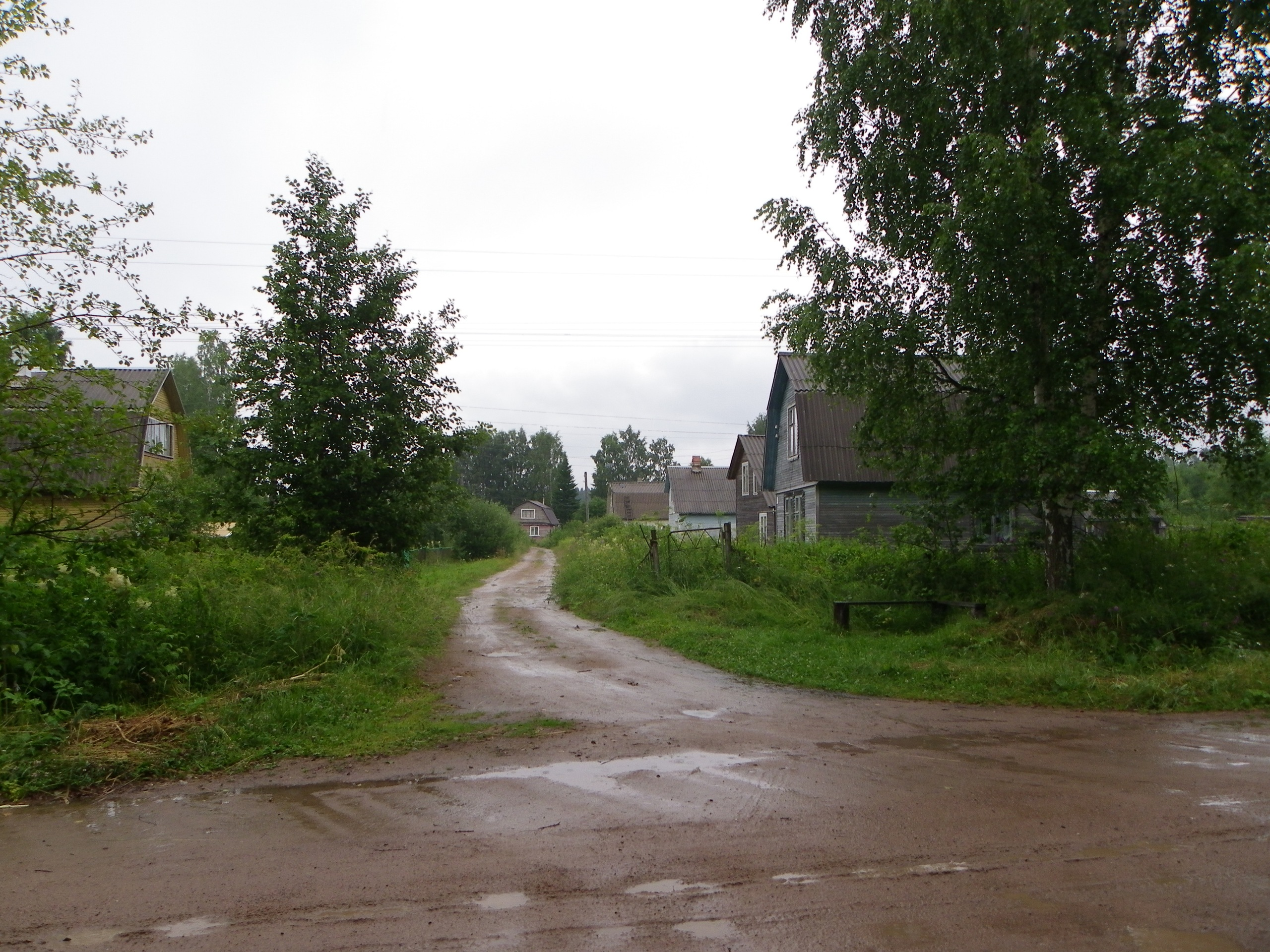
Vue du village.

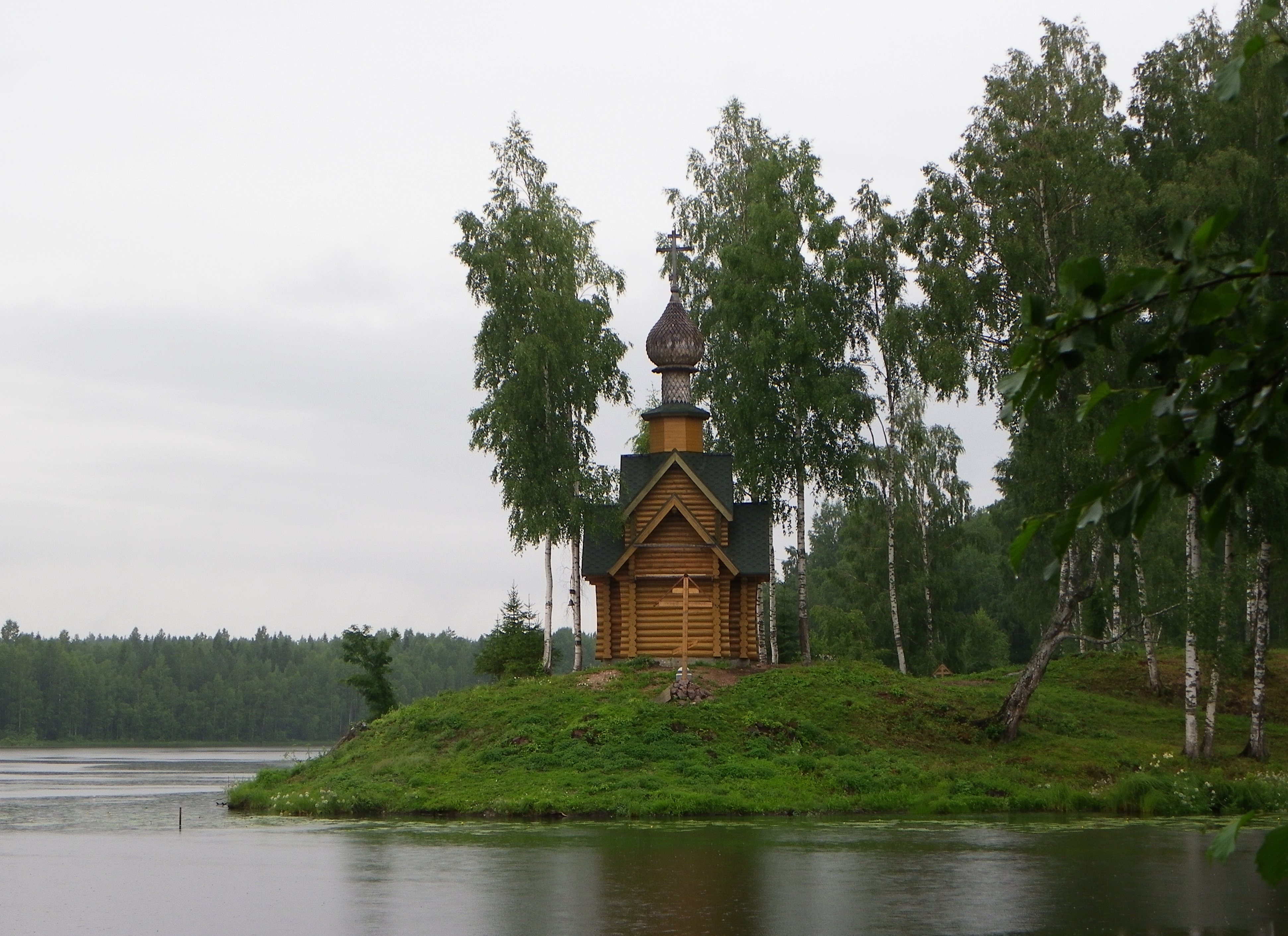
Église de la Trinité du monastère de Siandeba.

Siandeba (Ся́ндеба, carélien : Sändäm) est un petit village en république de Carélie (Russie) faisant partie de la commune rurale de Kovera dans le raïon d'Olonets.

## Géographie
Le village est au bord du lac Lesnoïe.
Le village est connu par son monastère de Siandeba (fondé en 1577, fermé en 1918, détruit en 1941) dédié à l'Assomption. C'est un monastère de femmes qui a rouvert en 2010.

## Histoire
Les autorités locales communistes ont fermé l'église du village le 26 février 1940.
le village conserve deux monuments mémoriels,:
- Le monument aux combattants du 3e régiment (de Vyborg) de la division de la milice populaire de Léningrad, tombés au combat sur la hauteur 40,0 en août 1941. Le mémorial a été érigé en 1969 par le sculpteur Engel Nassibouline.
- Lieu mémorial en l'honneur du 2e régiment (de Primorié) de la 3e division de fusiliers de la milice populaire de Léningrad. Inauguré en 1976.

## Population
Siandeba comptait 33 habitants en 2009, 37 en 2010 et 49 en 2013.